# Hunds-Quecke
Die Hunds-Quecke (Elymus caninus, Syn.: Agropyron caninum) ist eine Pflanzenart aus der Gattung der Quecken (Elymus) innerhalb der Familie der Süßgräser (Poaceae).

## Beschreibung

### Vegetative Merkmale
Die Hunds-Quecke wächst als ausdauernde krautige Pflanze und erreicht Wuchshöhen von 30 bis 120 Zentimetern. Sie besitzt keine Ausläufer. Die Halme sind aufrecht oder gekniet-aufsteigend, glatt und kahl und sind durch zwei bis fünf kurz behaarte Knoten gegliedert.
Die Blattspreite ist 4 bis 7, selten bis zu 12 Millimeter breit, 10 bis 30 Zentimeter lang, randlich rau, dünn, kaum gerieft, oberseits matt, unterseits glänzend. Die starren Öhrchen sind mit einer Länge von 1 Millimeter relativ kurz. Das Blatthäutchen (Ligula) ist etwa 1 Millimeter lang, gestutzt und fein gezähnelt.

### Generative Merkmale
Die Blütezeit reicht von Juni bis August. In einem endständigen, schlaffen, 5 bis 20 Zentimeter langen und etwas überneigenden ährigen Blütenstand befinden sich die sitzenden Ährchen einzeln mit der Breitseite zur Achse gestellt. Die 0,8 bis 2 Zentimeter langen Ährchen enthalten ein bis sechs, selten bis zu acht Blütchen. Die Hüllspelzen sind drei- bis fünf-nervig und 7 bis 10 Millimeter lang. Die Deckspelze ist fünfnervig, 9 bis 12 Millimeter lang und läuft in eine 6 bis 18, selten bis zu 25 Millimeter lange, raue, oft etwas geschlängelte Granne aus. Die Vorspelze ist etwa so lang wie die Deckspelze. Die Staubbeutel sind 1,5 bis 3 Millimeter lang.
Die Chromosomenzahl beträgt 2n = 28.

## Vorkommen

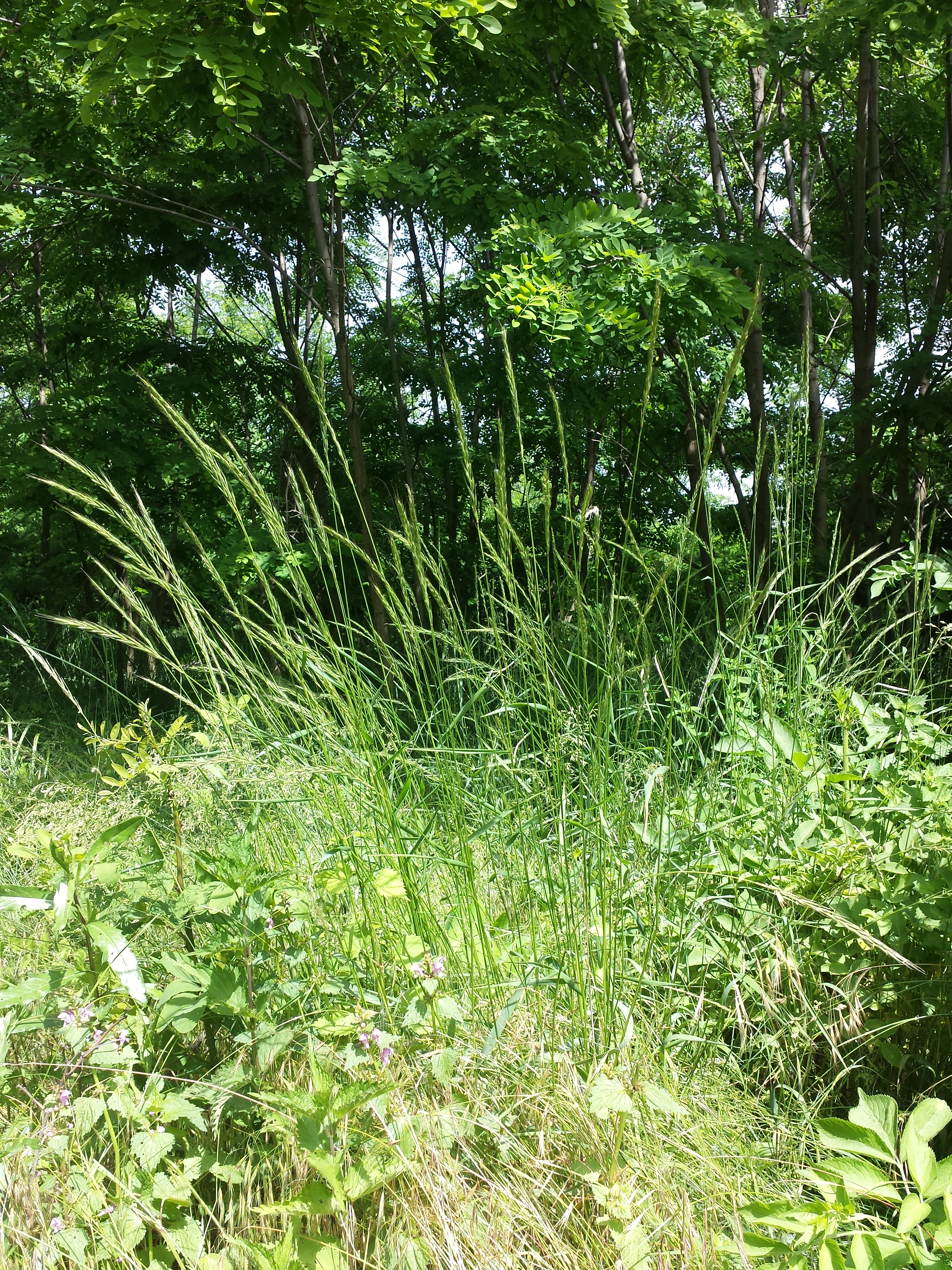
Bestand der Hunds-Quecke

Das Verbreitungsgebiet der Hunds-Quecke reicht von Europa bis Sibirien und bis zum westlichen Himalaja.
Man findet die Hunds-Quecke ziemlich häufig im Auwald, im Auengebüsch, an Ufern, Waldwegen oder in Schlägen. Die Hunds-Quecke gedeiht am besten auf sickernassen bis frischen, humosen, lockeren Lehm- und Tonböden.
Nach Ellenberg ist sie ein Schwachsäure- bis Schwachbasezeiger sowie ein ausgesprochener Stickstoffzeiger. Sie ist eine Charakterart der Erlen- und Edellaub-Auenwälder (Verband Alno-Ulmion). Sie kommt aber auch in Gesellschaften der Ordnung Glechometalia hederaceae oder des Verbands Filipendulion vor. In den Allgäuer Alpen steigt sie in Bayern im Sperrbachtobel bei Spielmannsau bis zu einer Höhenlage von 1600 Metern auf. In Graubünden steigt sie am Piz d’Esan bis 2410 Meter auf.
Die ökologischen Zeigerwerte nach Landolt et al. 2010 sind in der Schweiz: Feuchtezahl F = 3+w (feucht aber mäßig wechselnd), Lichtzahl L = 3 (halbschattig), Reaktionszahl R = 4 (neutral bis basisch), Temperaturzahl T = 3+ (unter-montan bis ober-kollin), Nährstoffzahl N = 4 (nährstoffreich), Kontinentalitätszahl K = 3 (subozeanisch bis subkontinental).

## Taxonomie
Die Erstveröffentlichung erfolgte 1753 unter dem Namen (Basionym) Triticum caninum durch Carl von Linné in Species Plantarum, Tomus I, Seite 86. Die Neukombination wurde von ihm 1755 in Flora Suecica (Svecica) Exhibens Plantas per Regnum Sveciae Crescentes., 2. Auflage, Seite 39 als Elymus caninus (L.) L. veröffentlicht. Weitere Synonyme für Elymus caninus (L.) L. sind: Agropyron caninum (L.) P.Beauv., Agropyron biflorum (Brign.) Schult., Agropyron caninum subsp. biflorum (Brign.) Arcang. Nach POWO ist auch die 2011 aus der Schweiz erstbeschriebene Art Schweizer Quecke (Elymus helveticus Schmid-Holl.) zu Elymus caninus zu stellen.

## Galerie

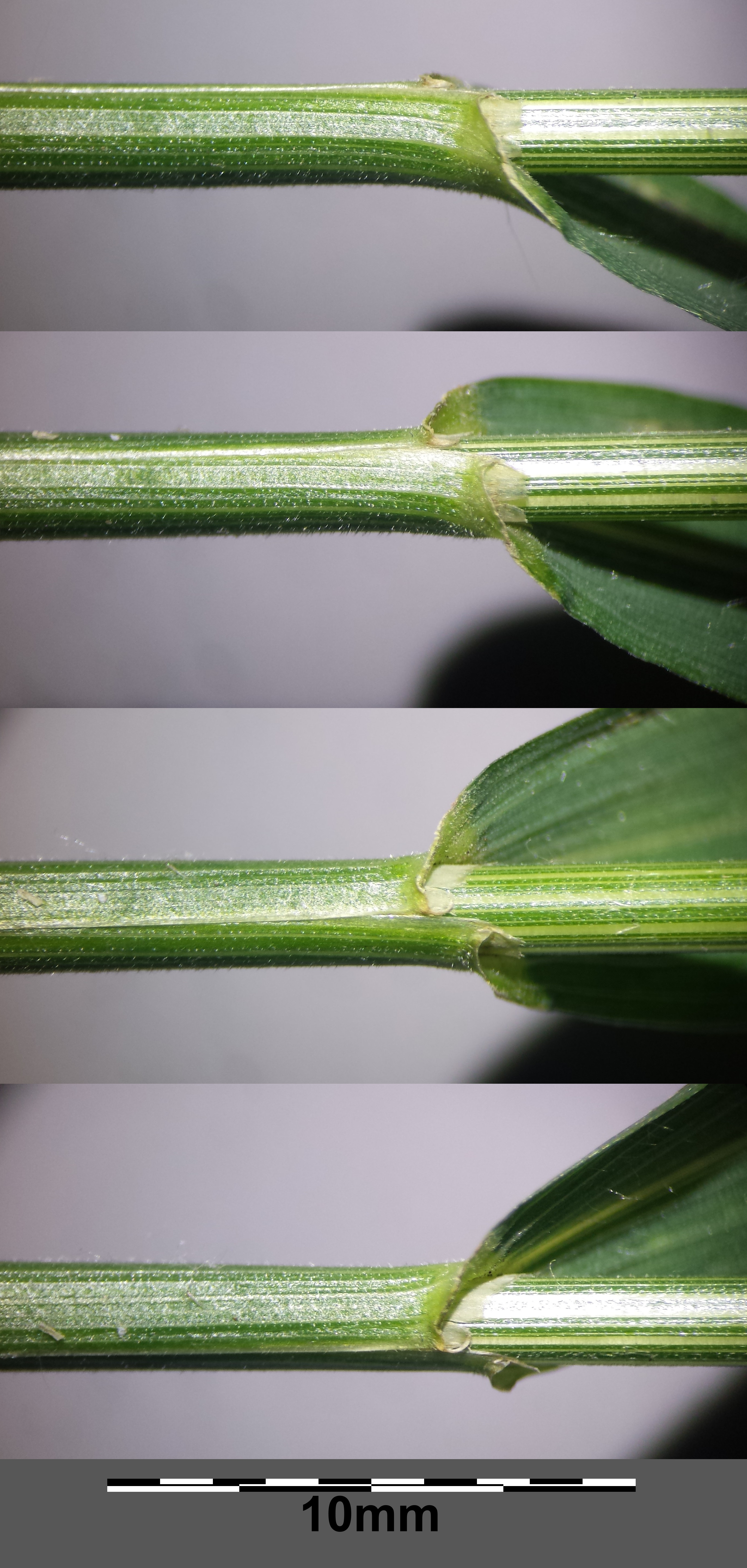
Stängel mit Blattscheide und Blatthäutchen
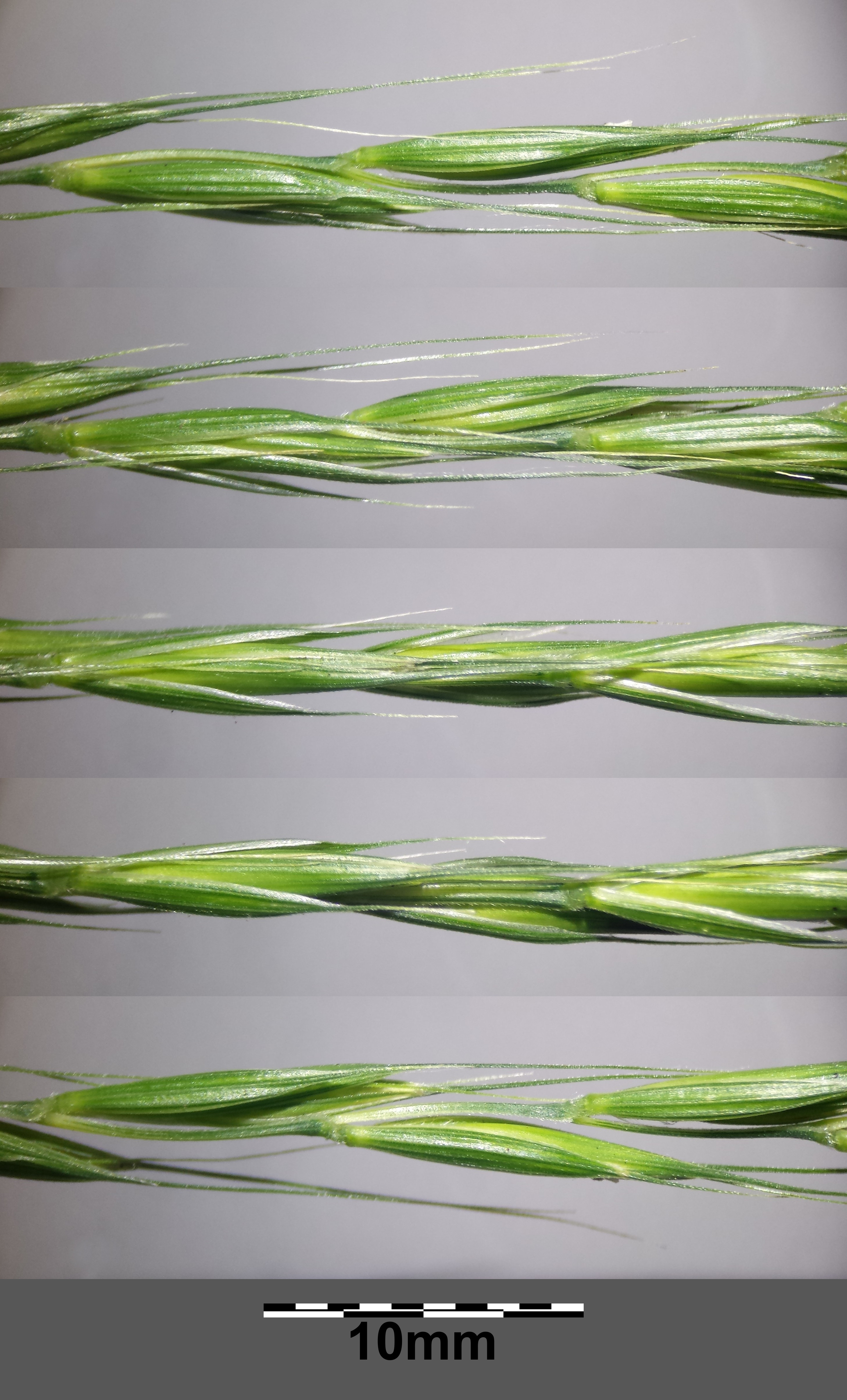
Ähre mit Ährchenachse
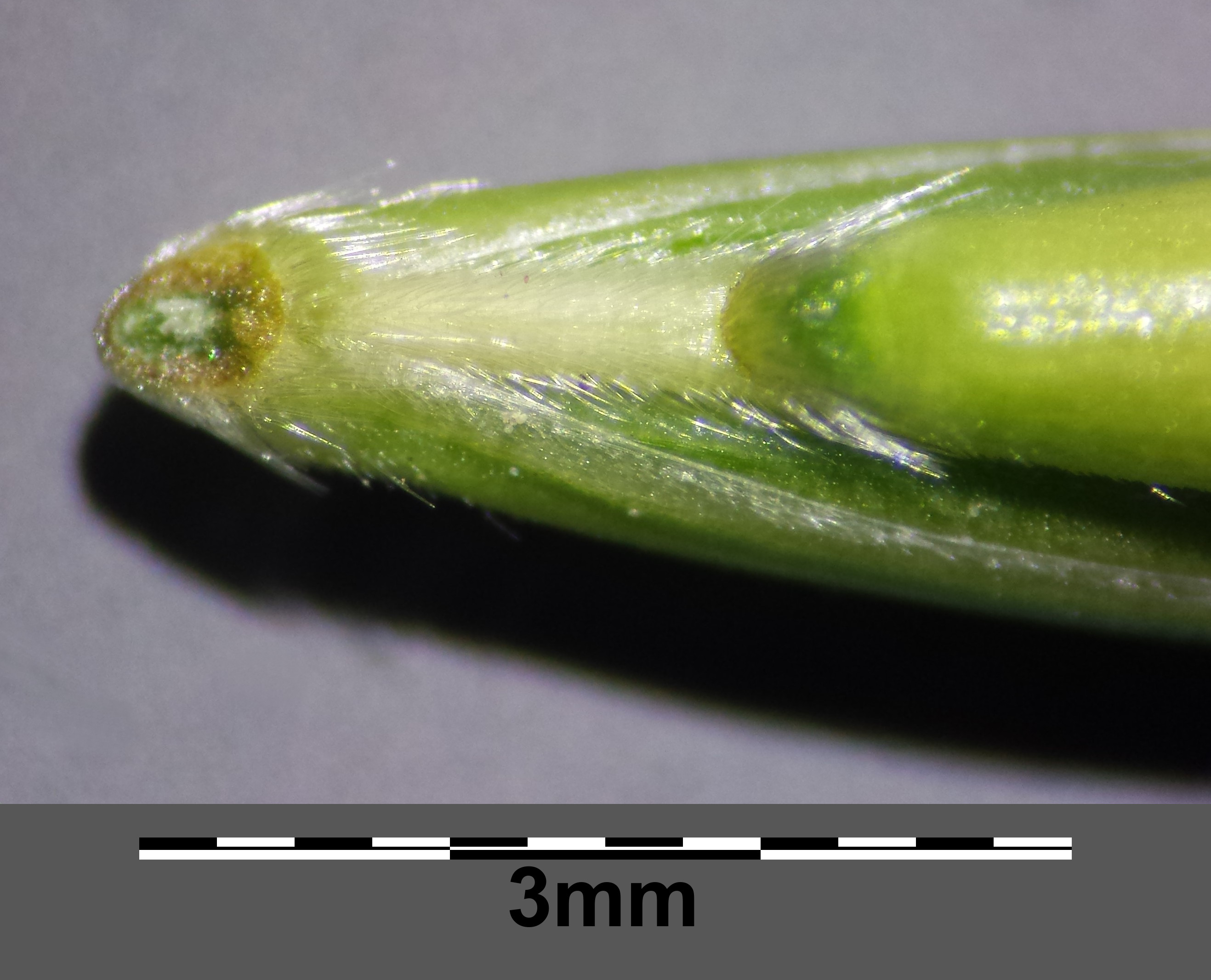
Die Ährchenachse ist kurzhaarig
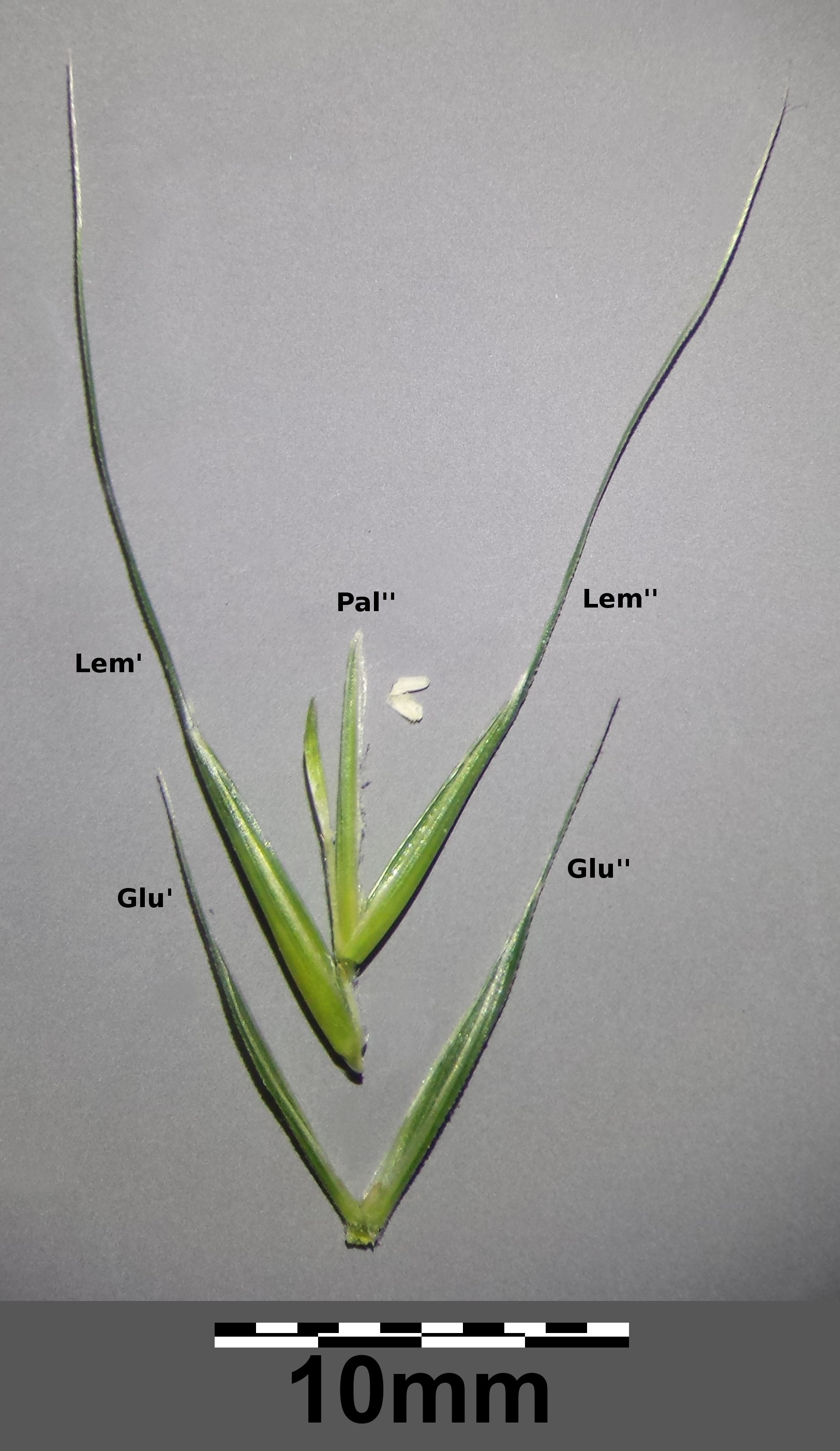
Zerlegtes Ährchen mit Hüll- (Glu), Deck- (Lem) und Vorspelzen (Pal)